# Список романів, дія яких відбувається в Одесі
Список романів, дія яких відбувається в Одесі, об'єднує романи і повісті, більшість подій у яких відбуваються у місті Одеса.
| Мова       | Назва | Автор | Рік видання | Історичний період та контекст |
| ---------- | --- | --- | ----------- | --- |
| Українська | З любов'ю - тато! | Валерій Пузік | 2023        | Повномасштабне вторгнення російсько-української війни |
| Українська | Дзвінка. Українка, народжена в срср | Ніна Кур'ята | 2023        | Період від 1980-тих років до 23 лютого 2022 року, пов'язаний із занепадом та розвалом СРСР та проблемами збереження особистої української ідентичності в умовах незалежної України                                                           |
| Українська | Макґі та Чорний дракон (Друга книга циклу «Делфі» та чарівники») | Валерій Пузік | 2022        | Альтернативна фантастично-магічна реальність сучасної Одеси |
| Українська | Делфі та чарівники (цикл книг) | Валерій Пузік | 2020        | Альтернативна фантастично-магічна реальність сучасної Одеси |
| Російська  | Заповіт Мазепи, князя Священної Римської iмперії, який відкрився в Одесі праправнукові Бонапарта (Завещание Мазепы, князя Священной Римской империи, открывшееся в Одессе праправнуку Бонапарта)                                          | Рафаель Гругман | 2021        | друга половина XX століття |
| Російська  | Боря, вийди з моря - 2. Одеські розповіді (Боря, выйди с моря — 2. Одесские рассказы) | Рафаель Гругман | 2019        | друга половина XX століття |
| Українська | Битва за Одесу | Владислав Івченко                                                                                                  | 2018        | Час напередодні Першої світової війни |
| Українська | Танжер | Йван Козленко | 2017        | Початок XXI століття, а також відсилки до 20-х років XX століття: епізоди біографій Юрія Яновського, Олександра Довженка та балерини Іти Пензо, що пов'язані зі створенням роману «Майстер корабля» (див. у даній таблиці, рік видання 1928) |
| Російська  | Єгипетське метро (Египетское метро) | Сергій Шикера | 2016        | після 2013 року |
| Російська  | Дев'ять днів у травні (Девять дней в мае) | Всеволод Непогодін (Непогодин Всеволод Владимирович)                                                               | 2014        | Протистояння в Одесі 2 травня 2014 з точки зору носіїв ідеології "русского мира" |
| Французька | Вічний (L'Éternel) | Жоан Сфар | 2013        | |
| Англійська | Місячне сяйво в Одесі (Moonlight in Odessa) | Дженет Чарльз | 2009        | |
| Російська  | Ліквідація (Ликвидация) | Олексій Поярков (Поярков Алексей Владимирович)                                                                     | 2007        | по суті, є переказом сценарію однойменного телесеріалу |
| Російська  | Там, де наші серця (Там, где наши сердца) | Олександр Закладной (Закладной, Александр Юрьевич)                                                                 | 2004        | |
| Російська  | Операція «Гіппократ» (Операция «Гиппократ») | Валерій Смірнов | 2003        | 1990-2000-ні |
| Російська  | Золотий ешелон (Золотой эшелон) | Віктор Суворов, Ірина Ратушинська, Володимир Буковський, Ігор Геращенко (Геращенко, Игорь Валерьевич), Майкл Ледин | 2000        | кінець 1980-х |
| Російська  | Провінційний роман-с (Провинциальный роман-с) | Юхим Ярошевський                                                                                                   | 1998        | 1970-ті |
| Російська  | Двір (Двор) | Аркадій Львов | 1979        | |
| Російська  | Хаджибей (роман) | Юрій Трусов | 1970        | кінець XVIII, перша чверть XIX сторіччя. |
| Українська | Світанок над морем | Юрій Смолич | 1953        | Громадянська війна |
| Російська  | Зелений фургон (Зелёный фургон) | Олександр Козачинський                                                                                             | 1938        | 1920-ті |
| Російська  | Срібний герб (Серебряный герб) | Корній Чуковський                                                                                                  | 1938        | початок XX століття |
| Російська  | Хвилі Чорного моря (Волны Чёрного моря) - тетралогія, вкл.: - Біліє парус одинокий (Белеет парус одинокий) - Хутірець у степу (Хуторок в степи) - Зимовий вітер (Зимний ветер) - За владу Рад / Катакомби (За власть Советов / Катакомбы) | Валентин Катаєв | 1936-1961   | Перша половина XX століття: занепад Російської імперії, революції 1905 та 1918 років, становлення радянської влади |
| Російська  | П'ятеро (Пятеро) | Володимир Жаботинський                                                                                             | 1936        | початок XX століття |
| Російська  | Золоте теля (Золотой телёнок) | Ілля Ільф, Євген Петров                                                                                            | 1931        | 1920-ті |
| Українська | Майстер корабля | Юрій Яновський | 1928        | |
| Вірменська | Артист (Արտիստը) | Олександр Ширванзаде                                                                                               | 1901        | |
| Українська | Над Чорним морем | Іван Нечуй-Левицький                                                                                               | 1891        | |
| Російська  | Дешеве місто | Яків Полонський | 1879        | |